# 方心芳
方心芳（1907年3月16日—1992年3月24日），男，河南临颍县石桥乡方庄人，中国微生物学家，中国工业微生物学的开拓者、先驱。1931年毕业于上海劳动大学农学院农艺化学系，1935年赴比利时鲁汶大学的酿造专修科学习，获酿造师称号。1980年当选中国科学院生命科学和医学学部院士，担任中国科学院微生物研究所研究员。

## 以方心芳的名字命名的细菌属
- 方心芳菌属 Xinfangfangia Hu et al. 2018[2]